# کابانا

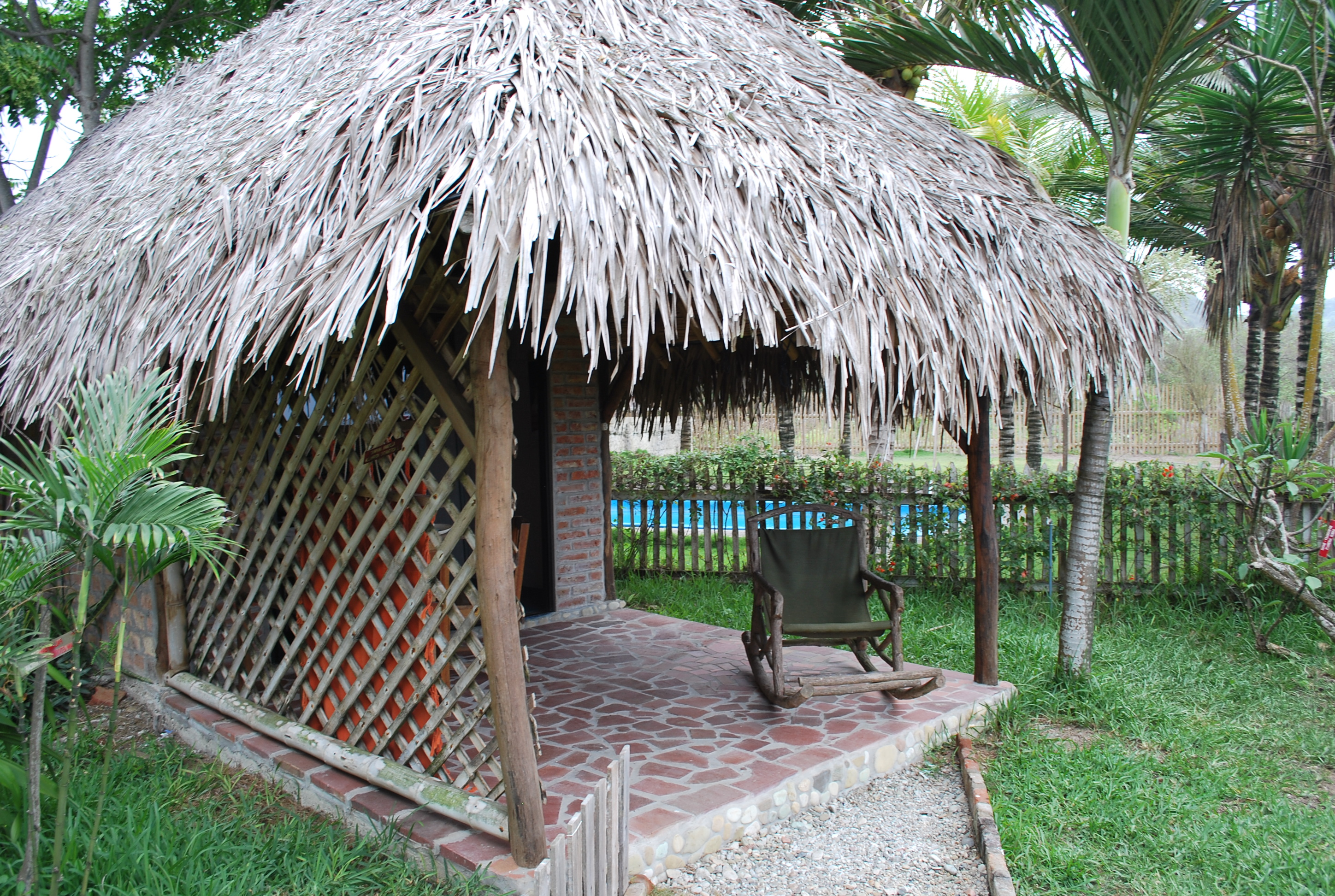
یک کومه ساحلی در آیامپه، استان مانابی اکوادور

کابانا یا کومه ساحلی به اتاقکی چوبی یا حصیری گفته می‌شود که در ساحل شنی دریا یا استخرها برپا شده، و از آن برای استراحت یا تعویض لباس استفاده می‌شود.